# Christof Veit

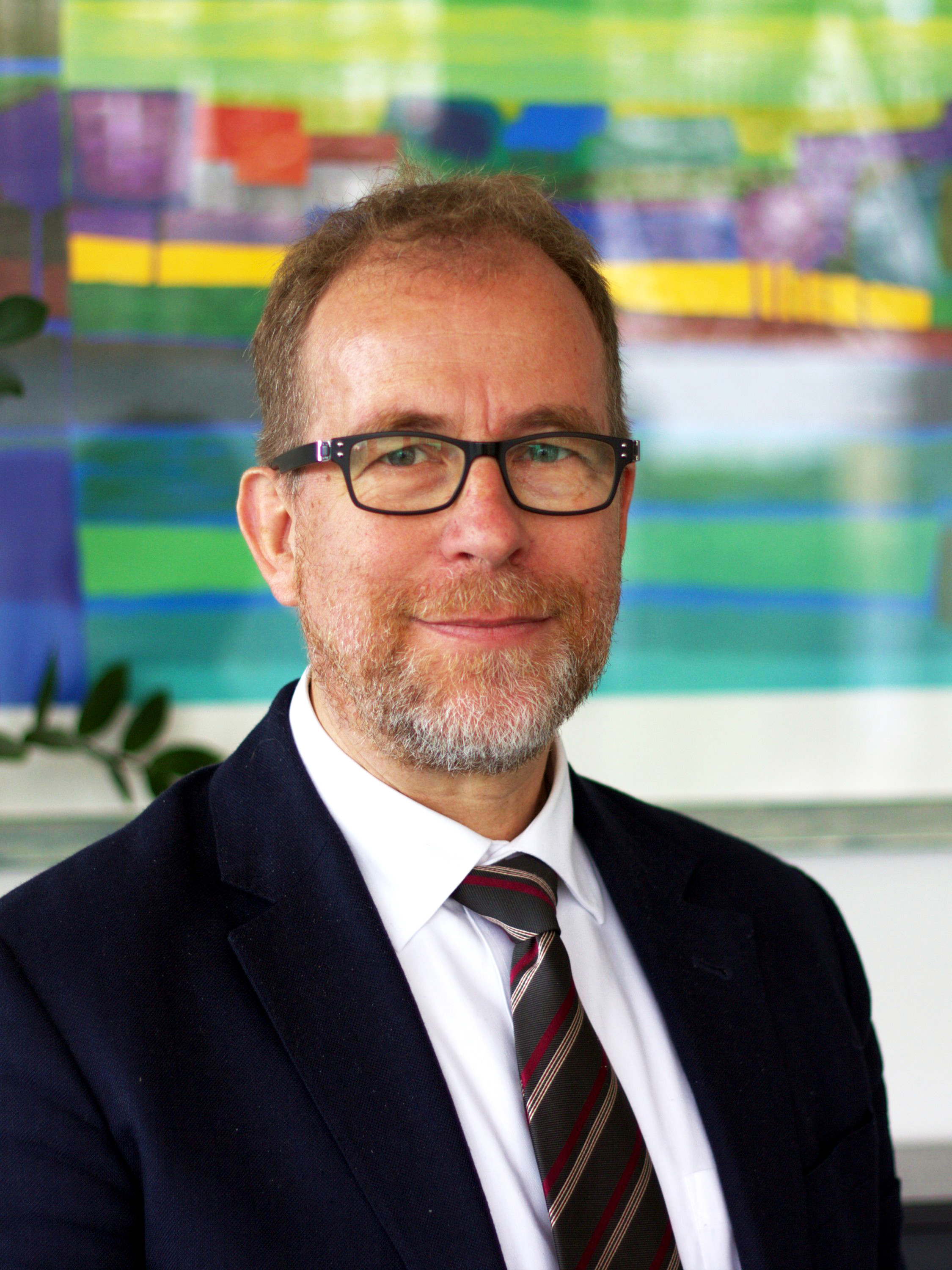
Christof Veit, Juni 2015

Christof E. Veit (* 30. Juli 1957 im Schwarzwald) ist ein deutscher Arzt und Medizinwissenschaftler. Von 2015 bis 2020 leitete er das Institut für Qualitätssicherung und Transparenz im Gesundheitswesen (IQTIG).

## Leben
Nach dem Studium der Medizin in Freiburg im Breisgau, London und Boston und einem Praktischen Jahr im Städtischen Klinikum Karlsruhe erhielt Veit 1984 die Approbation. Nach seiner Promotion im Jahr 1985 arbeitete er als Assistenzarzt in Weiterbildung in der Urologischen Abteilung und der Chirurgischen Abteilung des Allgemeinen Krankenhauses Altona. 
Von 1990 bis 1992 war er Stellvertretender Leiter der Abteilung für Informations- und Kommunikationstechnologie des Allgemeinen Krankenhauses Altona, die er mit aufbaute. Ab 1992 leitete er bis 2007 die Landesgeschäftsstelle EQS (Externe Qualitätssicherung) Hamburg. Nachdem er 2002 den Qualifikationsnachweis „Ärztliches Qualitätsmanagement“ nach dem Curriculum der Bundesärztekammer erworben hatte, wurde er erster Prüfer für diese Zusatzbezeichnung bei der Ärztekammer Hamburg. 
Von 1996 bis 2008 war Veit Geschäftsführer der quant-GmbH. Diese Servicegesellschaft der Hamburgischen Krankenhausgesellschaft und der Hamburger Krankenhäuser für das BQS Institut für Qualität & Patientensicherheit in Düsseldorf und für einen Großteil der Landesgeschäftsstellen der Externen Qualitätssicherung wurde 2008 mit dem BQS Institut verschmolzen. Von 2007 an leitete er die Geschäfte des BQS Instituts, bis er im Januar 2015 zum Leiter des kurz zuvor gegründeten Instituts für Qualitätssicherung und Transparenz im Gesundheitswesen (IQTIG) ernannt wurde. Seine Amtszeit endete im Dezember 2020.
Seit Januar 2021 ist er wieder Institutsleiter des BQS Instituts.   

## Ausgewählte Mitgliedschaften und Funktionen
Christof Veit ist Gründungsmitglied der Gesellschaft für Qualitätsmanagement in der Gesundheitsversorgung (GQMG). Er gehört dem Beirat des Aktionsbündnisses Patientensicherheit (APS) an und ist Mitglied der Deutschen Gesellschaft für Medizinische Informatik, Biometrie und Epidemiologie (GMDS) sowie der Deutschen Gesellschaft für Chirurgie (DGCH).

## Veröffentlichungen (Auswahl)
- C. Veit, S. Bungard: Innovationsbegleitung und Frühwarnsystem: Patientensicherheit durch Versorgungsregister am Beispiel des Deutschen Aortenklappen- und des Deutschen Endoprothesenregisters. In: J. Klauber, M. Geraedts, J. Friedrich, J. Wasem (Hrsg.): Krankenhaus-Report 2014. Schwerpunkt: Patientensicherheit. Stuttgart. Schattauer; 2014: 197–204.
- C. Veit, S. Bungard, D. Hertle, F. J. Grothaus, J. Kötting, N. Arnold: Bericht aus der Praxis: Möglichkeiten einrichtungsübergreifender Qualitätsinitiativen. QS-Projekte des BQS-Instituts Januar 2010 bis Juli 2013. In: Z Evid Fortbild Qual Gesundhwes 2013; 107 (8): 534-540.
- C. Veit, D. Hertle: Pay-for-performance in the health care system: lessons learned and steps forward. In: AICGS Policy Report 52. Washington, D.C. American Institute for Contemporary German Studies (AICGS), Johns Hopkins University; 2012.
- C. Veit, D. Hertle, S. Bungard, A. Trümner, V. Ganske, B. Meyer-Hofmann: Pay-for-Performance im Gesundheitswesen: Sachstandsbericht zu Evidenz und Realisierung sowie Darlegung der Grundlagen für eine künftige Weiterentwicklung. Ein Gutachten im Auftrag des Bundesministeriums für Gesundheit, 2012. BQS Institut für Qualität & Patientensicherheit (Hrsg.), Düsseldorf 2012 (PDF).